# Daniel Walker (Biathlet)
Daniel Walker (* 27. Januar 1994) ist ein ehemaliger australischer Biathlet.

## Karriere
Daniel Walkers erste internationale Meisterschaft wurden die Biathlon-Juniorenweltmeisterschaften 2012 in Kontiolahti, wo er 85. des Einzels und 89. des Sprints wurde. Auch 2013 in Obertilliach verpasste er als 77. das Verfolgungsrennen, wurde im Einzel aber guter 30. Weiterhin lief er 2014 und 2015 bei den Junioren. 2013 in Bansko sowie 2014 in Nové Město na Moravě startete der Australier auch bei den Juniorenrennen der offenen Biathlon-Europameisterschaften.
Bei den Männern trat Walker seit der Saison 2012/13 im IBU-Cup an. Bei seinem ersten Rennen in Martell verpasste er als 107. eines Sprints noch eine zweistellige Platzierung, die er kurz darauf als 80. eines Sprints in Osrblie schaffte. Die erste Meisterschaftsteilnahme bei den Männern waren die offenen Biathlon-Europameisterschaften 2015 in Otepää, wo Morton 100. des Sprints wurde und mit Alexei Almoukov, Damon Morton und Dyllan Harmer als Schlussläufer der Staffel 20. wurde. Es war nach über 30 Jahren eine der ersten Staffelteilnahmen Australiens im Biathlonsport. Wenig später gab Walker bei den Weltmeisterschaften sein Debüt in der höchsten Rennklasse, beendete Einzel und Sprint aber nur auf den hintersten Rängen. Sein bestes Resultat im IBU-Cup feierte der Australier bei den Europameisterschaften 2016, das schlecht besetzte Sprintrennen in Tjumen beendete er auf Platz 73. Nach einer weiteren wenig erfolgreichen Saison beendete Daniel Walker nach der EM 2017 seine Karriere als aktiver Biathlet.
Von 2010 bis 2016 startete Walker auch sporadisch im Australia/New Zealand Cup und bei FIS-Rennen im Skilanglauf.

## Persönliches
Walker stammt aus New South Wales. Er studierte Bachelor of Laws an der Notre Dame University in Sydney.

## Statistiken

### Platzierungen im Biathlon-Weltcup
Die Tabelle zeigt alle Platzierungen (je nach Austragungsjahr einschließlich Olympische Spiele und Weltmeisterschaften).
- 1.–3. Platz: Anzahl der Podiumsplatzierungen
- Top 10: Anzahl der Platzierungen unter den ersten zehn (einschließlich Podium)
- Punkteränge: Anzahl der Platzierungen innerhalb der Punkteränge (einschließlich Podium und Top 10)
- Starts: Anzahl gelaufener Rennen in der jeweiligen Disziplin
- Staffel: inklusive Mixed- und Single-Mixed-Staffeln

| Platzierung         | Einzel | Sprint | Verfolgung | Massenstart | Staffel | Gesamt |
| ------------------- | ------ | ------ | ---------- | ----------- | ------- | ------ |
| 1. Platz            |        |        |            |             |         |        |
| 2. Platz            |        |        |            |             |         |        |
| 3. Platz            |        |        |            |             |         |        |
| Top 10              |        |        |            |             |         |        |
| Punkteränge         |        |        |            |             |         |        |
| Starts              | 1      | 1      |            |             |         | 2      |
| Stand: Karriereende |        |        |            |             |         |        |

### Biathlon-Weltmeisterschaften
Ergebnisse bei den Weltmeisterschaften:
| Weltmeisterschaften | Weltmeisterschaften | Einzelwettbewerbe | Einzelwettbewerbe | Einzelwettbewerbe | Einzelwettbewerbe | Staffelwettbewerbe | Staffelwettbewerbe |
| Jahr                | Ort                 | Einzel            | Sprint            | Verfolgung        | Massenstart       | Herrenstaffel      | Mixedstaffel       |
| ------------------- | ------------------- | ----------------- | ----------------- | ----------------- | ----------------- | ------------------ | ------------------ |
| 2015                | Kontiolahti         | 121.              | 127.              | –                 | –                 | –                  | –                  |

### Juniorenweltmeisterschaften
Ergebnisse bei den Juniorenweltmeisterschaften:
| Weltmeisterschaften | Weltmeisterschaften | Einzel | Sprint | Verfolgung | Staffel |
| Jahr                | Ort                 | Einzel | Sprint | Verfolgung | Staffel |
| ------------------- | ------------------- | ------ | ------ | ---------- | ------- |
| 2012                | Kontiolahti         | 85.    | 89.    | –          | –       |
| 2013                | Obertilliach        | 30.    | 77.    | –          | –       |
| 2014                | Presque Isle        | DNS    | 59.    | 55.        | –       |
| 2015                | Minsk               | 83.    | 79.    | –          | –       |